# Sachsia albicans
Sachsia albicans är en svampart som beskrevs av Bay 1894. Sachsia albicans ingår i släktet Sachsia, ordningen Saccharomycetales, klassen Saccharomycetes, divisionen sporsäcksvampar och riket svampar.   Inga underarter finns listade i Catalogue of Life.